# استودان شوار
استودان شوار مربوط به دوره ساسانیان است و در شهرستان کهگیلویه، بخش چاروسا، روستای شوار واقع شده و این اثر در تاریخ ۲۴ فروردین ۱۳۸۲ با شمارهٔ ثبت ۸۳۳۰ به‌عنوان یکی از آثار ملی ایران به ثبت رسیده است.